# Менахем-Мендл из Рыманова
Менахем-Мендл Торем из Рыманова (ивр. מנחם מנדל מרימנוב‎) (1745 — 29 мая 1815) — хасидский цадик, известный аскет. Основатель династии Рымановских хасидов.

## Биография
Торем родился в Нове-Място-Любавске и познакомился с хасидутом в возрасте 11 лет, когда встретился с Дов-Бером из Межерича. Его учили Элимелех из Лиженска и Шмельке из Никольсбурга, а также он был учителем Нафтали Цви Ропшица и Цви Элимелеха Спира из Дынова.

## Деятельность
Будучи одним из пяти главных учеников Елимелеха Лиженского, Торем был важным хасидским лидером в Польше. Он известен своим аскетизмом и мистической поддержкой Наполеона, чьи войны он пытался использовать, чтобы привести Мошиаха. Его сочинения и проповеди были опубликованы посмертно. Среди других были работы «Диврей Менахем», «Менахем Цион» и «Беерот ха-Майин».
Вёл работу из Рыманова и Фрыштака. Среди его коллег были Яков Ицхак из Люблина, Коженицкий магид, Авраам Иешуа Хешель и Клонимус Кальман Эпштейн.